# Ratusz w Świebodzicach

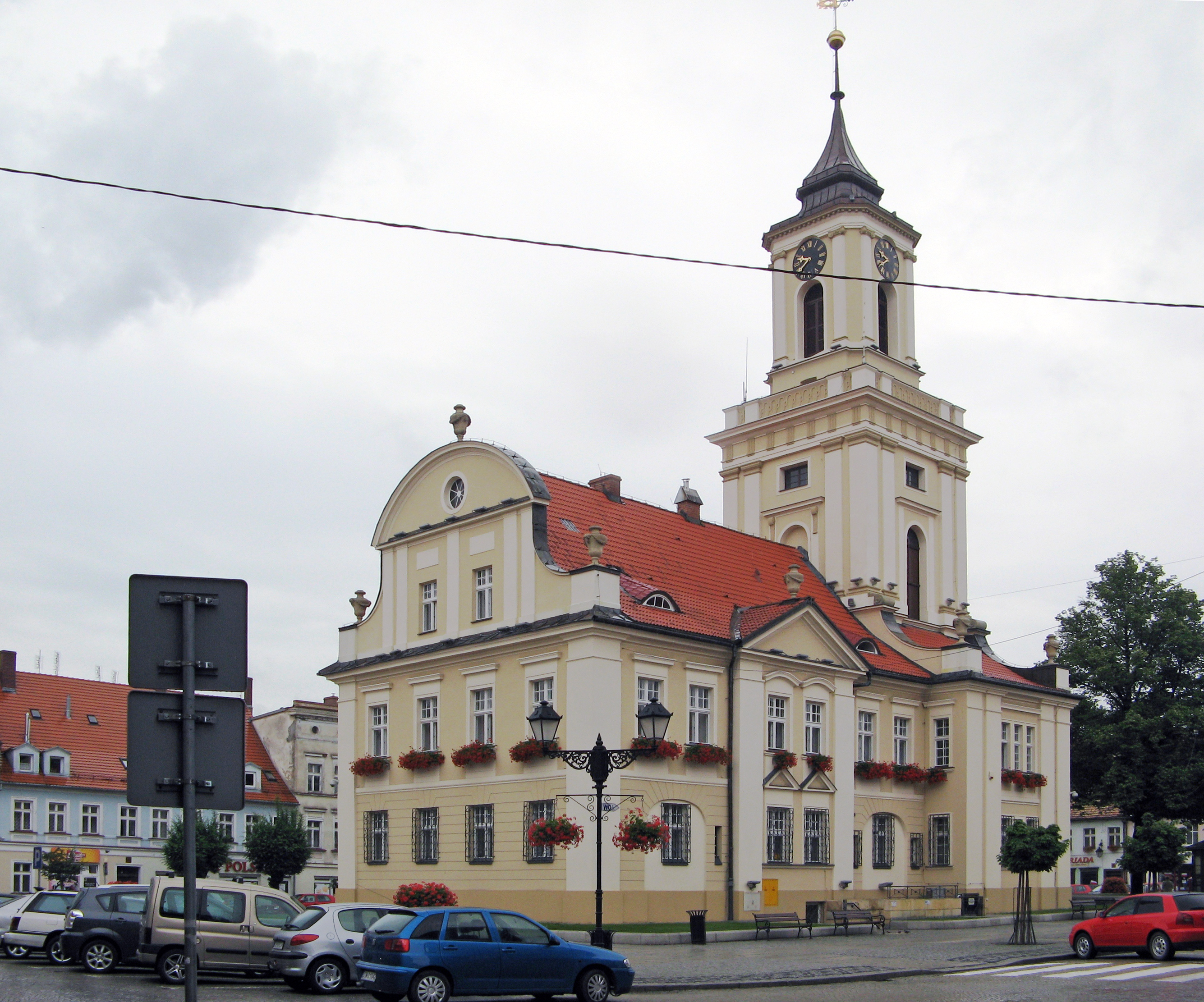
Ratusz w Świebodzicach

Ratusz w Świebodzicach – klasycystyczna budowla wzniesiona w latach 1779-1781, według projektu Christiana Valentina Schulze. Ratusz został przebudowany na początku XX wieku, obecnie jest siedzibą władz miejskich Świebodzic.

## Historia
Pierwszy średniowieczny ratusz w Świebodzicach spłonął w roku 1774, w wielkim pożarze miasta. Obecny budynek został wzniesiony w latach 1779-1781, według projektu Christiana Valentina Schulze. Na początku XX wieku ratusz został częściowo przebudowany, a w latach 1979-1981 budynek odremontowano.

Decyzją wojewódzkiego konserwatora zabytków z dnia 12 maja 1966 roku ratusz został wpisany do rejestru zabytków. 

## Architektura
Ratusz jest dwukondygnacyjnym budynkiem wzniesionym na planie litery T z krótkimi ramionami, ma dwie kondygnacje, dwa trakty pomieszczeń i jest nakryty dachem dwuspadowym z lukarnami, ograniczonym szczytem o wolutowym wykroju. W narożniku zachodniej fasady stoi czworoboczna wieża z parami pilastrów w narożnikach dolnej części. W połowie wysokości wieży ulokowano taras widokowy otoczony kamienną balustradą, a powyżej niego jest wyższa część, znacznie węższa od dolnej, posiadająca ścięte narożniki i wyposażona w tarcze zegarowe. Wieża zwieńczona jest blaszanym hełmem z iglicą. Dzielone pilastrami elewacje posiadają pseudoryzality z wejściami i są zwieńczone gzymsem koronującym z wazonami.

Obecnie ratusz jest siedzibą władz miejskich Świebodzic.